# Kamadeva

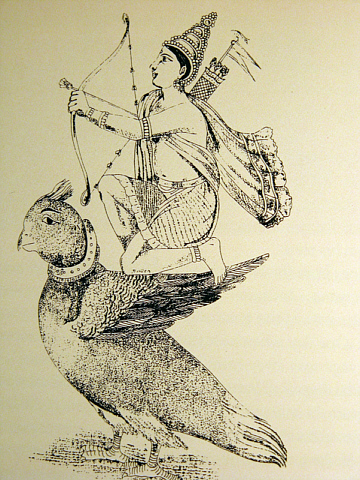
Kamadeva, 18e-eeuwse gravure

Kamadeva (god van begeerte, van 'kama', begeerte en 'deva', god, Kaamdew) is een god in het hindoeïsme. Zijn vrouwen zijn Rati en Prithi en zijn vahana (rijdier) is de papegaai Suka. Met zijn pijl-en-boog maakt hij de begeerte in goden en mensen wakker. Een van zijn namen is 'gehoorzaam aan Indra'. Hij wordt ook Madana genoemd (hoewel Madan ook voor zijn broer doorgaat), Kandarpa en Ananga (Atanu, zonder lichaam).

## Geboorte
Volgens de Shiva Purana is Kama de zoon of schepping van Brahma. In de Skanda Purana is Kamadeva de broer van Prasudi en zijn zij de kinderen van Shatarupa (zij van de 100 schone vormen), een schepping van Brahma. Volgens latere interpretaties is hij de zoon van Vishnoe. In de Vishnu- en Bhagata Purana is Kamadeva de naam van zowel Vishnoe, als van Shiva en Krishna. In de Atharvaveda is Kamadeva ook de naam van de vuurgod Agni.
De Mahabharata vertelt dat Dharma (de wet) uit de rechterborst van Brahma werd geboren en dat Sama, Kama en Harsa Dharma's drie zonen zijn.
In sommige versies is Kamadeva de zoon van Sri Lakshmi, de godin van de liefde en echtgenote van Vishnoe.

## Dood en verrijzenis
In de Matsya Purana en andere Purana's wordt de mythe verteld van Madana-bhasma (Kuma Dahana), de verassing van Kamadeva  door Shiva. Indra en de deva's (goden) leden onder het bewind van de asura (demon) Tarakasura, die alleen door een zoon van Shiva kon worden overwonnen. Maar Shiva leefde als asceet sinds Sati (vorm van Devi, Uma, Adi Shakti) was overleden. Ze was echter herboren als Parvati (dochter van Parvat, Himavat, de leider van de bergen). Brahma gaf het advies dat Kamadeva Parvati en Shiva bij elkaar zou brengen. Kamadeva creëerde een voorjaarsdecor en nam de vorm aan van een zuidelijk briesje. Zo ging hij de verblijfplaats van Shiva binnen en raakte hem met zijn liefdespijl. Toen Shiva zijn derde oog opende, verpulverde hij Kamadeva tot as. Vervolgens zag hij Parvati en samen wekten ze Kamadeva weer tot leven, maar zonder lichaam (Ananga, Atanu, lichaamloze). Kamadeva werd zo verspreid over de kosmos en maakte de begeerte in de mensen wakker. Shiva huwde Parvati en via omwegen werd hun zoon Kartikeya geboren, die Tarakasura wist te verslaan.
Volgens de Matsya Purana reïncarneerde Kamadeva, na zijn verassing, als Pradyumna, de zoon van Krishna en zijn vrouw Rukmini.

## Kenmerken
Kamadeva wordt voorgesteld als een knappe, jongeman met een groene huid en gewapend met een pijl-en-boog. De boog is van suikerriet, het koord van honingbijen en de pijlen van vijf soorten geurige bloemen: bloemen van de Ashoka boom (symbool van de liefde), witte en blauwe lotusbloemen, jasmijn (Mallika) en bloemen van de mangoboom. Zijn vrouw Rati (begeerte) draagt een lotus en een discus. Zij is een dochter van Prajapati Daksha en uit diens zweet geboren. Priti is ook een vrouw van Kamadeva. Kamadeva reist op de papegaai Suka, is omringd door zoemende bijen en is de metgezel van de lentegodin Vasanta.

## Viering
Holi (Madana-Mahotsava of Kama-Mahotsava, Holika of Vasanta) is het feest van Kamadeva.